# Dekanat Biała Podlaska – Południe
Dekanat Biała Podlaska – Południe – jeden z 25 dekanatów w rzymskokatolickiej diecezji siedleckiej.

## Parafie
W skład dekanatu wchodzi 9 parafii
.
- parafia Chrystusa Miłosiernego – Biała Podlaska
- parafia Wniebowzięcia NMP – Biała Podlaska
- parafia św. Praksedy – Dokudów
- parafia Trójcy Świętej – Huszcza
- parafia św. Jozafata – Korczówka
- parafia NMP Królowej Polski – Kościeniewicze
- parafia św. Apostołów Piotra i Pawła – Łomazy
- parafia MB Różańcowej – Ortel Królewski
- parafia Narodzenia NMP – Ortel Książęcy

Na terenie dekanatu siedzibę ma parafia wojskowa należąca do dekanatu Sił Powietrznych Ordynariatu Polowego Wojska Polskiego:
- parafia wojskowa Św. Kazimierza Królewicza – Biała Podlaska

Według danych zgromadzonych przez Kurię Diecezji Siedleckiej dekanat liczy 26334 wiernych.

## Sąsiednie dekanaty
Biała Podlaska – Północ, Komarówka Podlaska, Międzyrzec Podlaski, Terespol, Wisznice